# أوستين تايلور
أوستين تايلور (بالإنجليزية: Austin Taylor)‏ هو سياسي بريطاني (وحمل سابقاً جنسية المملكة المتحدة لبريطانيا العظمى وأيرلندا)، ولد في 1858، وتوفي في 27 أبريل 1955. حزبياً، نشط في حزب المحافظين والحزب الليبرالي. في الانتخابات الفرعية في مجلس العموم البريطاني ‏، انتخب عضو برلمان المملكة المتحدة الـ27 عن دائرة Liverpool East Toxteth (UK Parliament constituency) ‏ (6 نوفمبر 1902 – 8 يناير 1906) وفي الانتخابات العامة في المملكة المتحدة 1906 ‏، انتخب عضو برلمان المملكة المتحدة الـ28 عن دائرة Liverpool East Toxteth (UK Parliament constituency) ‏ (12 يناير 1906 – 10 يناير 1910).